# هارولد تروکمارتون
 هارولد تروکمارتون (انگلیسی: Harold Throckmorton؛ زاده ۱۲ آوریل ۱۸۹۷ درگذشته ۱ مه ۱۹۵۸) یک تنیس‌باز اهل ایالات متحده آمریکا بود.